# Малое Дарьино (Калужская область)
Малое Дарьино —  деревня в Медынском районе Калужской области России. Входит в состав сельского поселения «Деревня Михальчуково».

## География
Расположена на реке Городенка, рядом Чукаево.

## История
В 1782 году на месте деревни располагались пустоши Кудашева и Пронина Дарьи Никоновны Хитрово и Александра Ивановича Арсеньева.
По данным на 1859 год, Дарьина — владельческая деревня Медынского уезда, расположенная на правой стороне Московско-Вашавского шоссе. В ней 5 дворов и 77 жителей, имелось приходское училище.
После реформ 1861 года вошла в Романовскую волость. Население в 1892 году — 97 человек, в 1913 году — 121 человек. В XX веке в деревне открыта земская школа.
Здесь родился генерал-лейтенант Русской императорской армии Леонтий Васильевич Спафарьев.

## Население
| 2002 | 2010 |
| ---- | ---- |
| 0    | ↗2   |